# Apatura dilutior
Apatura dilutior är en fjärilsart som beskrevs av Otto Staudinger 1894. Apatura dilutior ingår i släktet Apatura och familjen praktfjärilar. Inga underarter finns listade i Catalogue of Life.